# حزب الحرية والعدالة (الجزائر)
حزب الحرية والعدالة هو حزب سياسي في الجزائر.

## رؤساء الحزب
- جمال بن زيادي، بالنيابة.[2]